# Фостон (Минесота)
Фостон (енгл. Fosston) град је у америчкој савезној држави Минесота.

## Демографија
По попису из 2010. године број становника је 1.527, што је 48 (-3,0%) становника мање него 2000. године.
| Група             | 2000.         | 2010.         |
| Белци             | 1.518 (96,4%) | 1.412 (92,5%) |
| Афроамериканци    | 3 (0,2%)      | 0 (0,0%)      |
| Азијати           | 8 (0,5%)      | 6 (0,4%)      |
| Хиспаноамериканци | 9 (0,6%)      | 33 (2,2%)     |
| Укупно            | 1.575         | 1.527         |